# 尹弘
尹 弘（いん こう、1963年6月 - ）は、中華人民共和国の官僚、政治家。浙江省湖州市出身。元中国共産党甘粛省委員会書記。第19回党中央候補委員。

## 経歴
1963年6月、浙江省湖州市で生まれる。上海市市北中学を経て、1978年、上海工業大学冶金系金相学科を卒業。1985年7月、母校である上海工業大学に採用され、共青団委員会宣伝部にて部長に就任した。1989年9月、団委書記に昇格。
1994年12月、上海市計画委員会弁公室副主任に就任。1996年6月、同市松江県副県長に任命。1998年7月、長寧区副区長に転任。2001年4月、長寧区党委副書記を兼務。
2001年7月、チベット自治区シガツェ地区党委副書記に転出。
2004年7月、上海市閘北区党委副書記に転任し、区長代行、区長を歴任。2008年5月、上海市人民政府副秘書長に就任。2012年5月、上海市党委常委に就任。6月には上海市秘書長を兼務する。2017年2月、上海市党委副書記に昇格。11月には中国浦東幹部学院第一副院長を兼務。2019年3月には上海市委政法委書記を兼任する。
2019年11月30日、河南省党委副書記に転じた。河南省党委副書記は前任の陳潤児が9月に寧夏回族自治区党委書記へ異動した後、空席となっていた。河南省第13期人民代表大会第14回で12月6日、尹弘が省長代行、副省長に選出された。2020年1月14日、河南省省長に選ばれた。
2021年3月31日、中国共産党甘粛省委員会書記に転任。4月24日には同省人代常務委員会主任を兼務する。
2022年12月7日、中国共産党江西省委員会書記に転任。2023年1月には同省人代常務委員会主任を兼務する。